# 郑小明
郑小明（1954年3月—），男，陕西岐山人，中华人民共和国政治人物。西北农学院水利系毕业，中共中央党校在职研究生学历。曾任宁夏回族自治区副主席，陕西省人民政府副省长、省政府资政。现任政协陕西省第十一届委员会副主席、省食品安全委员会副主任，陕西省红十字会会长。

## 生平
1974年2月加入中国共产党。1976年12月，郑小明获推荐，进入西北农学院水利系农田水利工程专业学习。毕业后，被分配到宁夏回族自治区固原地区水利局工作。此后，郑小明曾长期在宁夏地方任职；历任平罗县水电局局长，平罗县副县长、代县长、县长，县委书记，中共石嘴山市委书记、市人大常委会主任等职。期间于1993年9月赴中共中央党校，参加为期一年的中青年干部培训班。2002年12月，升任自治区政府主席助理；2003年1月，出任自治区副主席、党组成员。
2008年5月，中央宣布将其职务和时任陕西省副省长的李堂堂对调，郑小明出任陕西省人民政府副省长，李堂堂任宁夏副主席。；2012年4月，郑小明当选陕西省红十字会会长；2013年1月，在第十二届陕西省人大第一次会议召开后，未连任副省长职务；2月6日，首次以陕西省人民政府资政的身份出席活动；2014年1月，被增补为政协陕西省第十一届委员会副主席。